# The Fletcher School of Law and Diplomacy
The Fletcher School of Law and Diplomacy (também chamada de The Fletcher School) na Universidade Tufts, é a mais antiga escola nos Estados Unidos dedicada exclusivamente à gradução em relações internacionais. É considerada uma das principais instituições de ensino do mundo em sua área de atuação.